# Amettes
Amettes ist eine französische Gemeinde mit 466 Einwohnern (Stand: 1. Januar 2022) im Département Pas-de-Calais in der Region Hauts-de-France. Sie gehört zum Arrondissement Béthune und zum Kanton Lillers. 

## Geographie
Die Gemeinde Amettes liegt im Osten des Artois, etwa zwölf Kilometer nordnordwestlich von Béthune am Fluss Nave. Umgeben wird Amettes von den Nachbargemeinden Auchy-au-Bois im Nordwesten und Norden, Ames im Nordosten und Osten, Ferfay im Südosten, Aumerval und Bailleul-lès-Pernes im Süden sowie Nédon im Westen.

## Bevölkerungsentwicklung
| Jahr                       | 1962 | 1968 | 1975 | 1982 | 1990 | 1999 | 2006 | 2013 | 2022 |
| Einwohner                  | 599  | 566  | 507  | 505  | 507  | 474  | 499  | 506  | 466  |
| Quellen: Cassini und INSEE |      |      |      |      |      |      |      |      |      |

## Sehenswürdigkeiten
- Kirche Saint-Sulpice aus dem 16. Jahrhundert
- drei kleine Kapellen

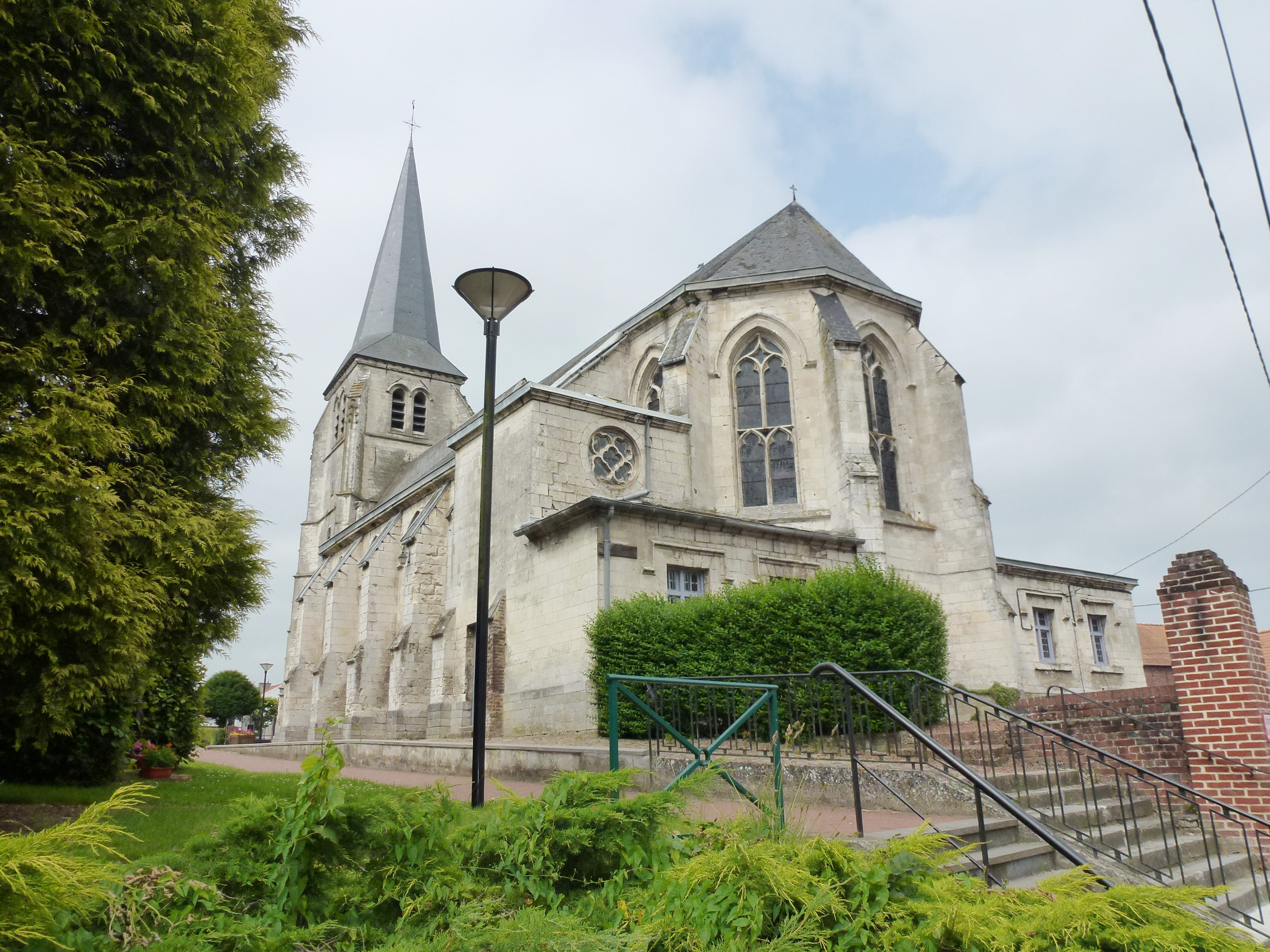
Kirche Saint-Nicolas
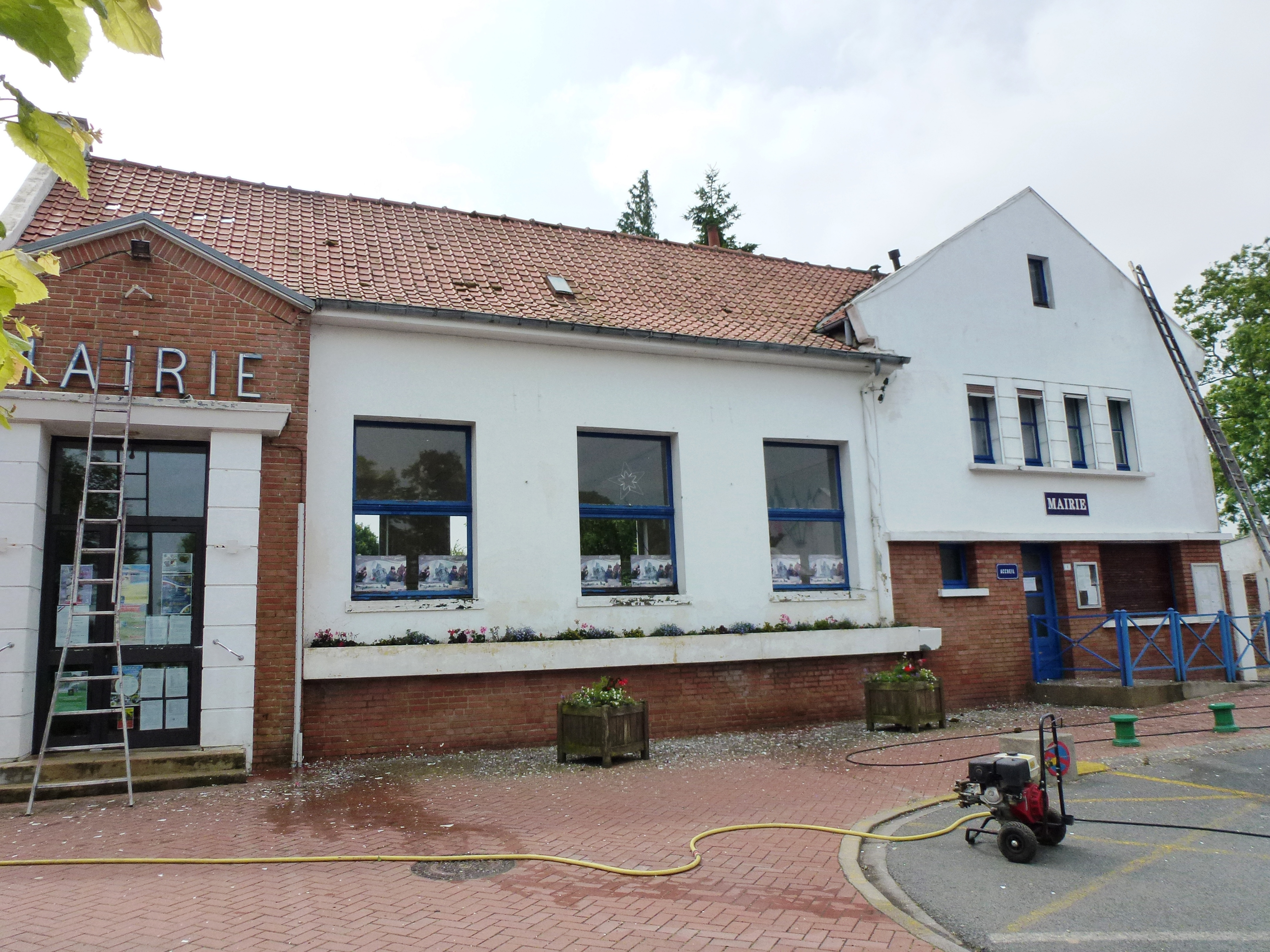
Mairie Amettes
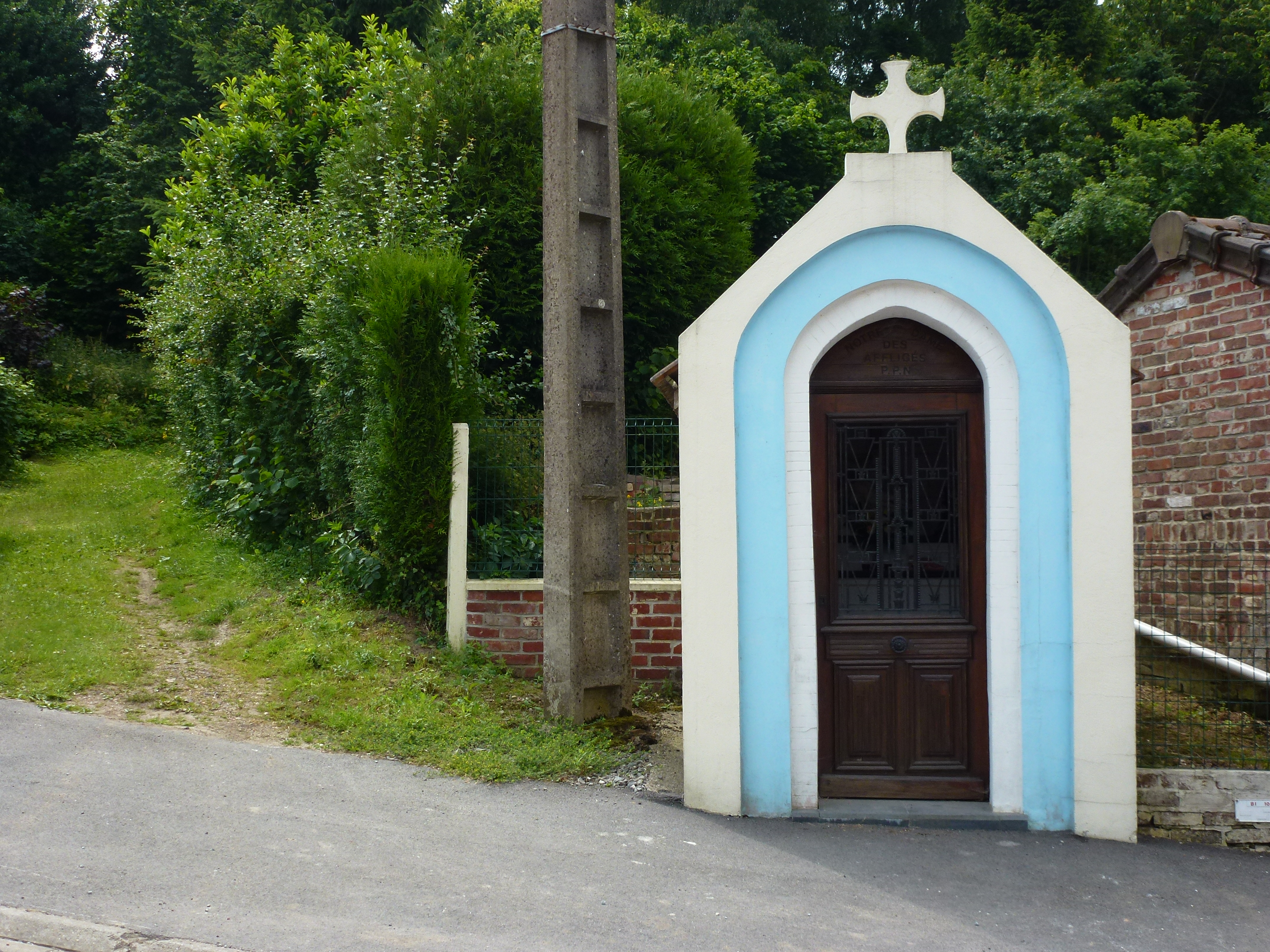
Kapelle Notre-Dame-des-Affligés
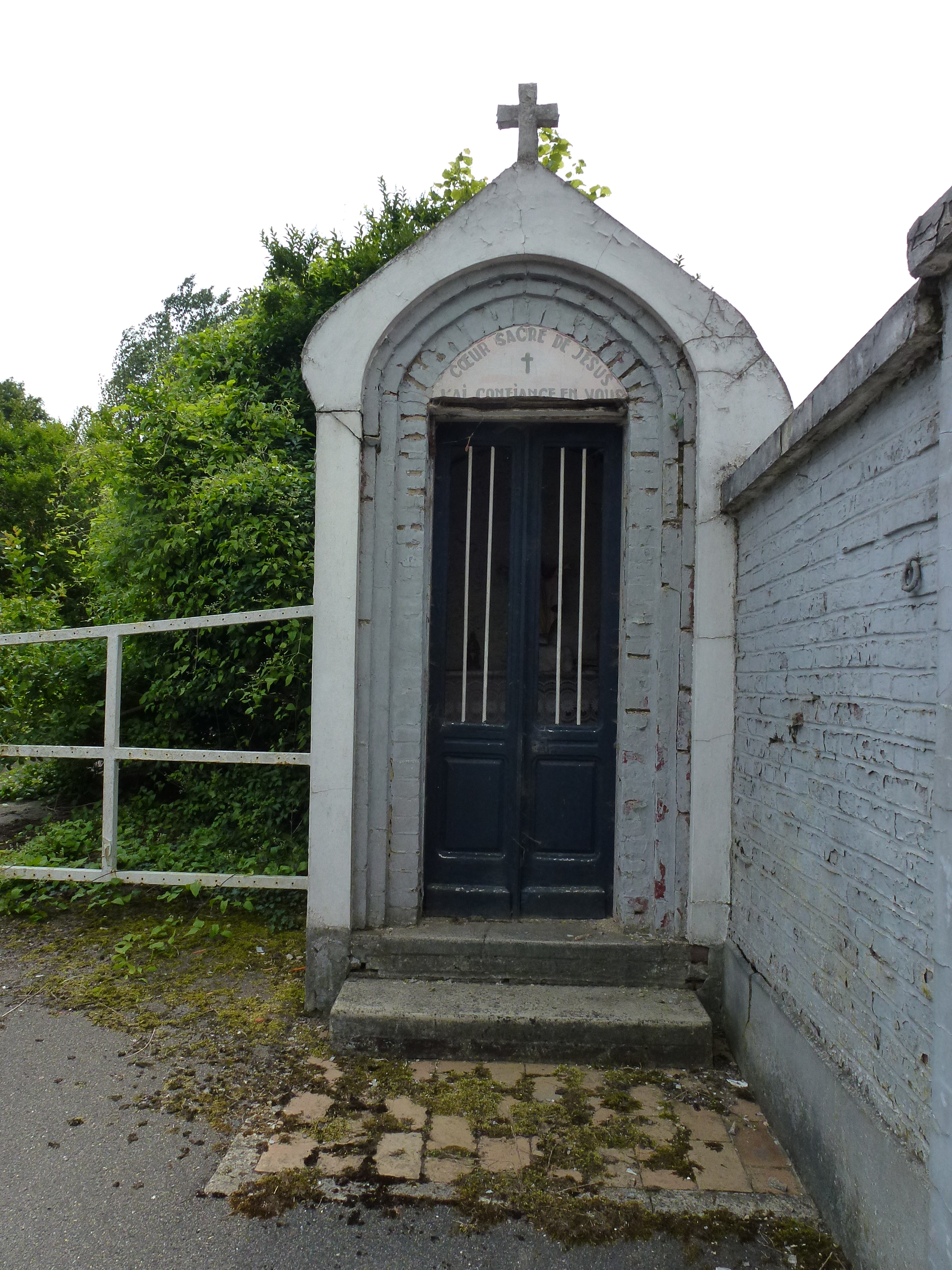
Kapelle Sacré-Coeur
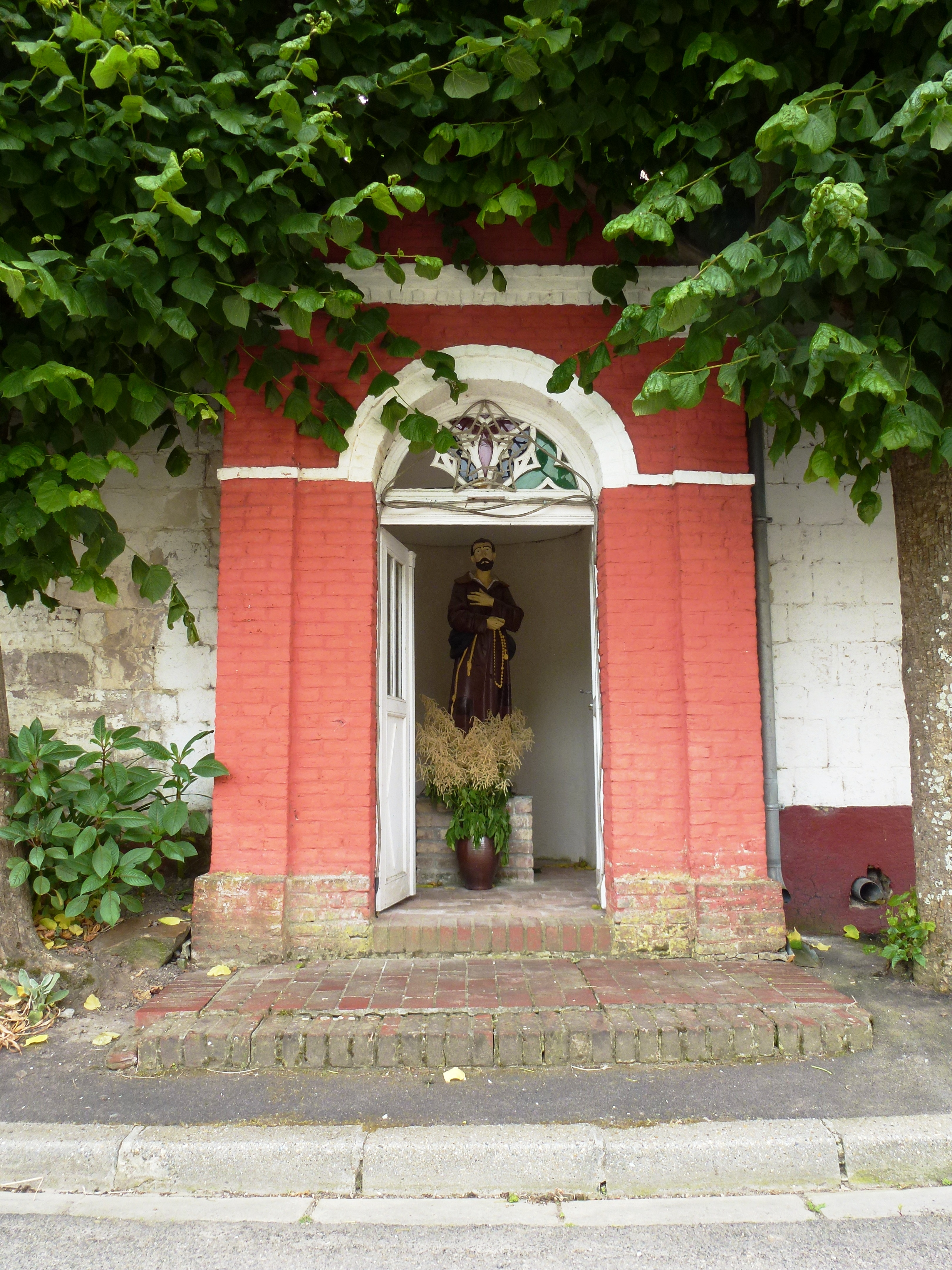
Kapelle à la ferme du Tilleul
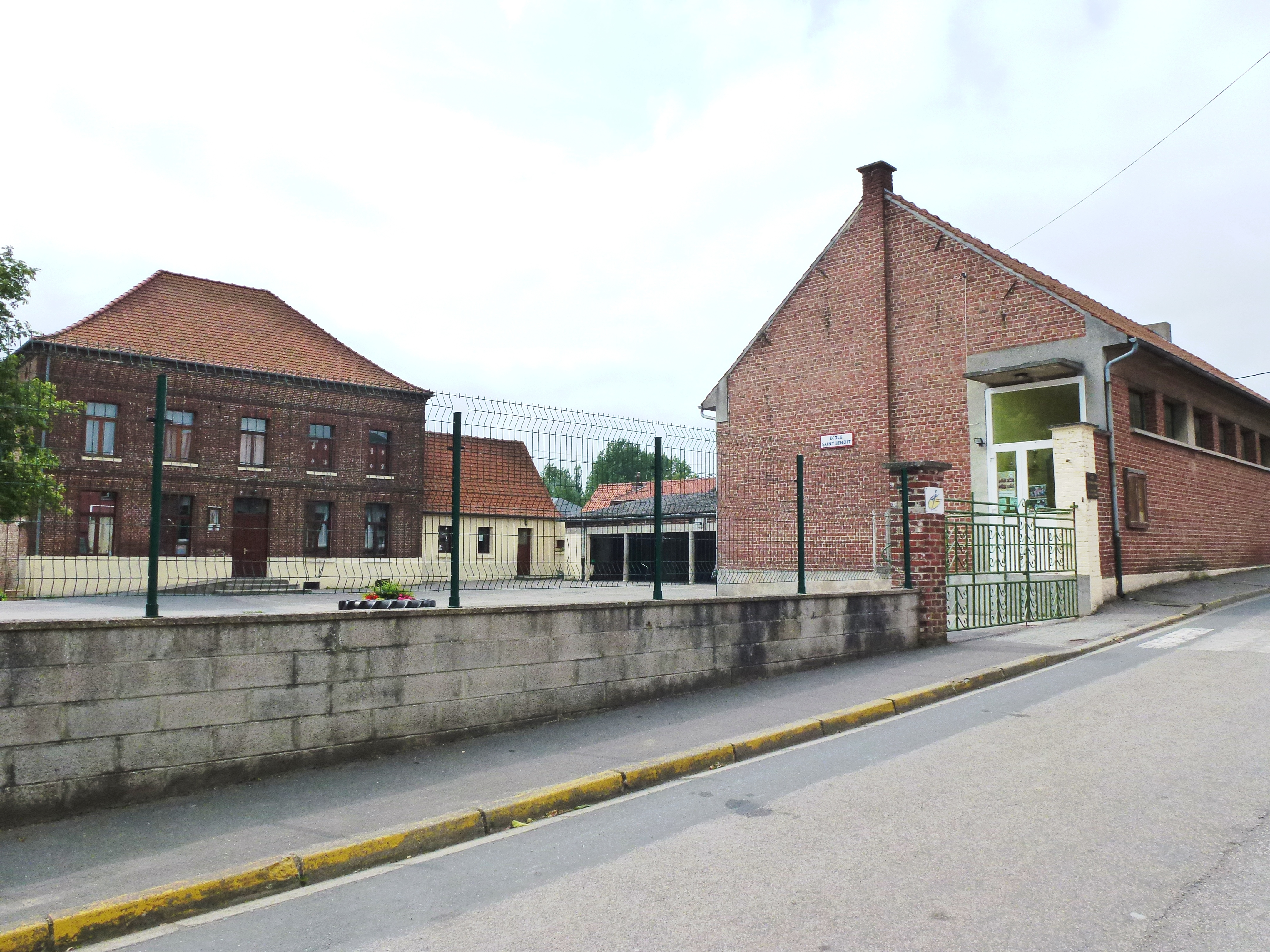
Schule Saont-Benoît
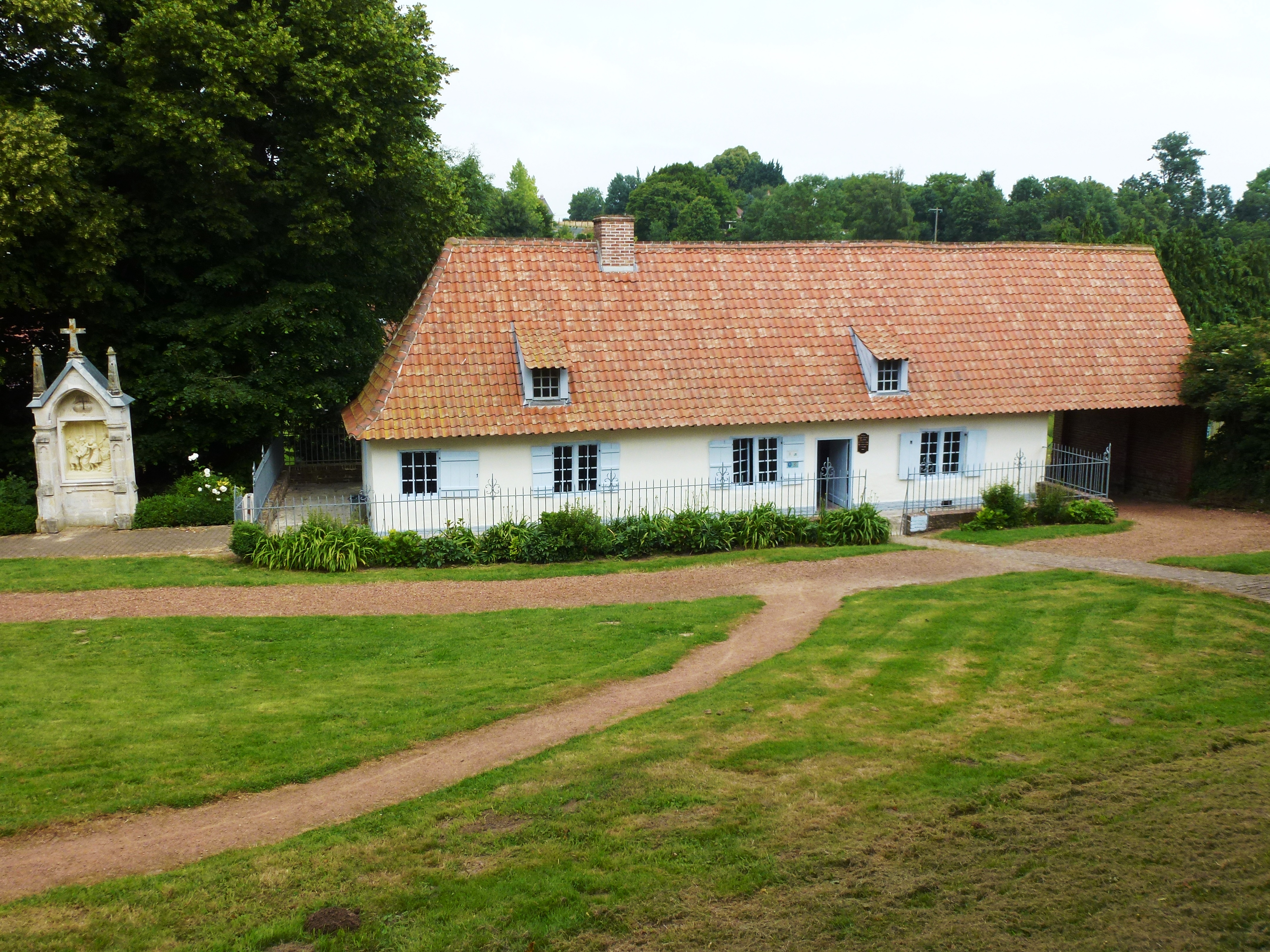
Geburtshaus von Benoît Joseph Labre

## Persönlichkeiten
- Benoît Joseph Labre (1748–1783), Heiliger der katholischen Kirche